# 三天 (2008年電影)
《三天》（西班牙語：3 días）是一部2008年的西班牙末日主題驚悚片，由F·哈維爾·古提瑞茲執導，維克多·克拉維霍、瑪莉安娜·寇德洛、愛德華·費爾南德斯主演。

## 剧情
联合国秘书长宣布72小時後将有撞擊事件导致世界末日的消息傳來後，阿莱決定用剩下的時間喝酒、聽音樂，但他必須應對神秘盧西奧的到來，于是他把重点放在帮助母亲罗莎和兄弟托马斯的四个孩子身上。

## 发行
本片入選第58屆柏林電影節“全景”單元，於2008年2月14日上映。隨後於2008年4月5日在馬拉加電影節主競賽單元放映。於2008年4月25日在西班牙上映。